# Zakaria Beglarishvili
Zakaria Beglarishvili (en georgiano: ზაქარია ბეგლარიშვილი; nacido el 30 de abril de 1990) es un futbolista profesional georgiano que juega como mediocampista ofensivo y extremo en el club estonio FC Nõmme United.

## Carrera internacional
En noviembre de 2015, fue convocado por Kakhaber Tskhadadze para la selección nacional de fútbol de Georgia contra Estonia y Albania. El 11 de noviembre de 2015, debutó en el partido contra Estonia, entrando desde el banquillo en el minuto 79.
Expresó su deseo de jugar con la selección nacional de Estonia, país donde ha jugado desde 2009. En diciembre de 2018, tras ocho años viviendo en Estonia, aprobó el examen de idioma estonio y solicitó la ciudadanía. Obtuvo su pasaporte estonio en septiembre de 2019. Finalmente, la FIFA no le permitió representar a Estonia por no cumplir los requisitos.

## Títulos
Con el FCI Levadia Tallinn:
- Meistriliiga: 2021
- Supercopa de Estonia: 2022

Con el F. C. Flora Tallin:
- Meistriliiga: 2010, 2011, 2015, 2017
- Copa de Estonia: 2011, 2013
- Supercopa de Estonia: 2011, 2012, 2014

Con el KTP:
- Segunda División de Finlandia: Finalista 2020

## Reconocimientos
- Jugador del mes de Meistriliiga: mayo de 2012, octubre de 2012, mayo de 2021, noviembre de 2021, junio/julio de 2022
- Gol del mes de Meistriliiga: junio/julio de 2022,] septiembre de 2022
- Jugador del año de Meistriliiga: 2018[5]
- Mayor asistencias de Meistriliiga: 2016, 2017, 2018
- Puntuación máxima de Meistriliiga:[6] 2022

## Carrera
| Equipo            | Año(s)    | Partidos | Goles |
| ----------------- | --------- | -------- | ----- |
| FC Olimpi Tbilisi | 2005–2007 |          |       |
| AFC Ajax          | 2008      |          |       |

| Equipo                | Año(s)        | Partidos | Goles |
| --------------------- | ------------- | -------- | ----- |
| FC Tbilisi            | 2007–2008     | 5        | 0     |
| FC Dila Gori          | 2008–2009     | 12       | 3     |
| FC Locomotive Tbilisi | 2009          | 1        | 0     |
| FC Flora              | 2010–2012     | 73       | 34    |
| FC Sioni Bolnisi      | 2013          | 0        | 0     |
| FC Flora              | 2014–2020     | 167      | 60    |
| Budapest Honvéd FC    | 2019 (cesión) | 0        | 0     |
| SJK Seinäjoki         | 2019 (cesión) | 0        | 0     |
| KTP                   | 2020          | 20       | 5     |
| FCI Levadia           | 2021–2022     | 68       | 45    |
| FC Turon              | 2023          | 8        | 0     |
| FC Gagra              | 2023          | 5        | 0     |
| JK Narva Trans        | 2024          | 35       | 7     |
| FC Nõmme United       | 2025-         | 4        | 3     |

*Partidos y goles actualizados al 5 de abril de 2025
| Categoría | Año(s)    | Partidos | Goles |
| --------- | --------- | -------- | ----- |
| Sub-17    | 2006      | 1        | 0     |
| Sub-19    | 2007-2008 | 5        | 0     |
| Sub-21    | 2009-2012 | 5        | 2     |
| Absoluta  | 2015      | 1        | 0     |